# Eleição para o Senado federal por Nova Hampshire em 2010
A eleição para o senado do estado americano de Nova Hampshire em 2010 aconteceu no dia 2 de novembro de 2010. O republicano Judd Gregg, que anteriormente ocupava esta vaga, anunciou que não iria concorrer à reeleição em 2010, em seu lugar foi eleita a também republicana Kelly Ayotte.

## Primária Republicana
| Primária Republicana | Primária Republicana | Primária Republicana | Primária Republicana | Primária Republicana | Primária Republicana |
| Partido              | Candidato            | Votos                | %                    |                      |                      |
| Republicano          | Kelly Ayotte         | 53.056               | 38,21%               |                      |                      |
| Republicano          | Ovide Lamontagne     | 51.397               | 37,01%               |                      |                      |
| Republicano          | Bill Binnie          | 19.508               | 14,05%               |                      |                      |
| Total                | Total                | 138.861              | 100%                 |                      |                      |
| -------------------- | -------------------- | -------------------- | -------------------- | -------------------- | -------------------- |

## Primária Democrata
| Primária Democrata | Primária Democrata | Primária Democrata | Primária Democrata | Primária Democrata | Primária Democrata |
| Partido            | Candidato          | Votos              | %                  |                    |                    |
| Democrata          | Paul Hodes         |                    | 100%               |                    |                    |
| Total              | Total              |                    | 100%               |                    |                    |
| ------------------ | ------------------ | ------------------ | ------------------ | ------------------ | ------------------ |